# 1450 Raimonda
Az 1450 Raimonda (ideiglenes jelöléssel 1938 DP) a Naprendszer kisbolygóövében található aszteroida. Yrjö Väisälä fedezte fel 1938. február 20-án, Turkuban.